# Arabesque (musica)
L'arabesque nella musica classica è un tipo di composizione, di breve respiro, carattere elegante e spesso ricca di abbellimenti; il termine in origine si riferisce alle decorazioni ornamentali moresche e in senso traslato è poi passato alla musica dove il disegno sottile e l'eleganza dell'andamento ritmico può ricordare lo stile moresco.
Con il nome arabesque esistono diverse composizioni per pianoforte. Il primo a scrivere un brano di questo tipo è stato Robert Schumann con Arabeske op. 18 nel 1839. Tra quelle più conosciute vi sono i Deux arabesques di Claude Debussy, composti rispettivamente nel 1888 e nel 1891 con cui il compositore ottenne uno dei primi successi pianistici.
Anche Friedrich Burgmüller, compositore romantico, ha composto un brano con questo titolo; Anatoli Ljadov compose quattro arabesques op. 4 e Anton Arenskij scrisse sei arabesques per pianoforte op. 67. Ermanno Wolf-Ferrari scrisse invece nel 1937 due Arabeschi op. 22 per orchestra.